# Tokamak
Tokamak je stroj za proizvodnju toroidalnog magnetskog polja za razgraničenje plazme. To je jedan od najviše istraživanih kandidata za proizvodnju kontrolirane termonuklearne fuzijske energije. U novije se vrijeme uređaji ovakvog tipa nazivaju zajedničkim imenom fuzijski reaktori.
Pojam tokamak je transliteracija ruske riječi токамак koja je sama po sebi kratica od ruske riječi: "тороидальная камера в магнитных катушках" – toroidalna komora s magnetiziranim zavojnicama (vjerojatno tochamac). Alternativna, vjerojatno starija, skraćenica postoji, značenja toroidalna komora s aksijalnim magnetskim poljem (toroidal'naya kamera s polem aksial'nym magnitnym). Izumljen je 1950-ih od strane sovjetskih fizičara Igora Jevgenjeviča Tamma i Andreja Saharova (koji je bio inspiriran originalnom idejom Olega Lavrentjeva).
Tokamak se odlikuje azimutnom (rotacijskom) simetrijom i uporabom plazme koja prenosi električnu struju za generiranje spiralne komponente magnetskog polja potrebne za stabilnu ravnotežu. To se može usporediti s drugim fuzionim reaktorom, stelarator, koji ima diskretnu rotacionu simetriju i u kojoj se magnetska polja proizvode od strane vanjskih navoja u kojima se stvara zanemariva električna struja koja teče kroz plazmu.

## Povijest
Iako je istraživanje nuklearne fuzije započelo ubrzo nakon Drugog svjetskog rata, programi su prvobitno klasificirani. Tek su na konferenciji Ujedinjenih naroda 1955.  (International Conference on Peaceful Uses of Atomic Energy u Ženevi) ti programi bili otkriveni i međunarodna znanstvena suradnja mogla je nastupiti.
Eksperimentalna istraživanja tokamaka započela je 1956. grupa sovjetskih znanstvenika na čelu s Levom Arcimovičem na Kurčatovljevu institutu u Moskvi. Grupa tih znanstvenika je konstruirala prvi tokamak, najuspješnija verzija od njih je bio verzija T-3, a najveća je bila verzija T-4. T-4 je bila testirana u 1968. u Novosibirsku.
Godine 1968., na trećem IAEA u Novosibirsku, ruski znanstvenici su objavili da su postigli temperature elektrona od preko 1000 eV u tokamaku. To je iznenadilo britanske i američke znanstvenike koji su bili daleko od postizanja takvih preformansi. Oni su ostali sumnjičavi dok tek nekoliko godina kasnije nisu bili provedeni novi testovi, potvrđujući ispravno mjerenje temperature.

## Toridalni dizajn
Ioni i elektroni u centru fuzijske plazme su na vrlo visokim temperaturama te imaju razmjerno velike brzine. U cilju održavanja procesa fuzije, čestice iz vruće plazme moraju biti zadržane u središnjem dijelu, ili će se plazma brzo ohladiti. Fuzijski reaktori iskorištavaju činjenicu da na nabijene čestice u magnetskom polju djeluje Lorentzova sila. 
Rano istraživani fuzijski reaktori bili su na varijanti Z-pinch te koriste električnu struju za generiranje poloidalnog magnetskog polja koje bi plazmu zadržalo uz linearnu os između dvije točke. Istraživači su otkrili da su plazme zatvorene u toroidalnom obliku (vidi sliku, gornji crtež), u kojima magnetske silnice teku paralelno u odnosu na toroidalnu os, sklone nestabilnosti. Dizajni tokamaka i stelaratora kombiniraju poloidalna polja (vidi sliku; crtež u sredini pokazuje poloidalno polje) s toroidalnim poljima za stabiliziranje plazme, čineći potpomognutu fuziju izvedivom. Paralelni protok čestica (ali ne i okomit) na magnetsko polje, u toroidalno-poloidalnom magnetskom polju, uvija se u spiralni put duž toroidalne osi (vidi sliku; donji crtež). 

## Zagrijavanje plazme
U operativnom fuzijskom reaktoru, dio energije koji se generira će služiti za održavanje temperature plazme dok se novi deuterij i tricij uvode. Međutim, kod pokretanja reaktora, bilo iz početka ili nakon privremenog isključivanja, plazma će se morati zagrijati na svoju radnu temperaturu veću od 10 keV (preko 100 milijuna stupnjeva Celzija). U postojećim tokamacima, ekspreminentom magnetske fuzije ne proizvodi se dovoljno energije potrebne za održavanje temperature plazme.

### Ohmsko zagrijavanje
Budući da je plazma električni vodič, moguće je zagrijati plazmu induciranjem struje u njoj, u stvari, inducirana struja koja zagrijava plazmu obično stvara poloidalno polje. Struja se inducira sporim povećanjem jakosti struje koja protječe kroz elektromagnetski namot povezan s plazmom: plazma se može promatrati kao sekundarni namot transformatora. To je inerentni ritmični proces, jer postoji ograničenje jakosti struje koja može proći kroz primarni namot. Tokamaci stoga moraju raditi u kratkim periodima ili se oslanjati na druge načine grijanja i provođenja struje. Grijanje uzrokovano induciranom strujom zove se ohmsko (ili otporno) grijanje, to je ista vrsta grijanja koja se javlja u električnoj žarulji ili električnom grijaču. Generirane topline ovise o otporu plazme i struje. No, kako i temperatura zagrijane plazmi raste, otpor se smanjuje i ohmsko grijanje postaje sve manje učinkovito. Čini se da je maksimalna temperatura plazme ostvariva ohmskim grijanjem u tokamak oko 20-30 milijuna stupnjeva Celzija. Da bi se postigle još više temperature, moraju se koristiti metode dodatnog grijanja.

### Injektiranje neutralnog snopa
Injektiranje neutralnog snopa uključuje uvođenje atoma visoke energije (velikom brzinom) na ohmsko grijanu, magnetski zatočenu plazmu. Atomi su ionizirani dok prolaze kroz plazme te budu zarobljeni od strane magnetskog polja. Visoko energizirani ioni tada prenose dio svoje energije na čestice plazme neprestanim sudarima s njima, povećavajući tako temperaturu plazme.

### Magnetska kompresija
Plin može biti zagrijan kompresijom. Na isti način, temperatura plazme se povećava ako je brzo komprimirana pojačanjem magnetskog polja. U ovom sustavu tokamaka kompresija se postiže jednostavnim pomicanjem plazma u područje jakog magnetskog polja (tj., radijalno prema unutra). Budući da kompresija plazma zbližava ione, proces ima dodatnu korist od olakšanog postizanja potrebne gustoće za fuzijske reaktore.

### Radiofrekvencijsko zagrijavanje
Visokofrekventne elektromagnetske valove generiraju oscilatori izvan torusa. Ako elektromagnetski valovi imaju ispravne frekvencije (ili valnu duljinu) i polarizaciju, njihova energija može biti prenesena na nabijene čestice u plazmi, koje se opet sudaraju s drugim česticama plazme, čime se povećava temperatura plazme.

## Hlađenje tokamaka
Tokamak sadrži reaktivnu plazmu koja se spiralno omotava oko reaktora. Budući da je potreban veliki broj reakcija u sekundi da bi bila održana reakcija u tokamaku, neutroni visoke energije se oslobađaju brzo u većim količinama. Ti neutroni više nisu toridalnim magnetima zadržani u toku plazme te mogu nastaviti sve dok se ne zaustave na stijenci tokamaka. To je velika prednost tokamak reaktora jer su to neutroni vrlo visoke energije; oslobođeni neutroni pružaju jednostavan način odvađanja topline iz protoka plazme. Unutarnja stijenka tokamaka se mora hladiti, jer su ti neutroni na vrlo visokim temperaturama te bi mogli rastopiti stijenku reaktora. Kriogen sustav se koristi za hlađenje magneta i unutarnje stijenke reaktora. Uglavnom se za hlađenje koriste tekući helij i tekući dušik. Keramičke ploče posebno dizajnirane kako bi mogle podnijeti visoke temperature, također su postavljene s unutarnje strane stijenke reaktora kako bi zaštitile magnet i reaktor.

## Eksperimentalni tokamaci

### Trenutno u upotrebi
(u kronološkom redu od početka operacije)
- T-10, u Kurčatovljevu institutu, Moskva, Rusija (bivši Sovjetski Savez), 2 MW, u upotrebi od 1975.
- TEXTOR, u Jülich, Njemačka, u upotrebi od 1978.
- Joint European Torus (JET), u Culhamu, Ujedinjeno Kraljevstvo; 16 MW, u upotrebi od 1983.
- JT-60, u Naka, Ibaraki Prefecture, Japan; u upotrebi od 1985.
- Stor-M, Sveučilište u Saskatchewanu, Kanada; upotrebi od 1987.: prvo predstavljanje izmjenične struje u tokamaku.
- Tore Supra, u HUP, Cadarache, Francuska, u upotrebi od 1988.
- Aditya, u Institut za istraživanje plazme (Institute for Plasma Research, IPR) u Gujaratu, Indija, u upotrebi od 1989.
- DIII-D u San Diego, SAD; General Atomics; u upotrebi od kasnih 1980-ih
- COMPASS, u Pragu, Češka Republika, u upotrebi od 2008., prethodno u upotrebi od 1989. – 1999. u Culhamu, Ujedinjeno Kraljevstvo
- FTU, u Frascati, Italija; u upotrebi od 1990.
- Tokamak ISTTOK, na IPFN - Instituto Superior Técnico, Lisabon, Portugal; u upotrebi od 1991.
- ASDEX Upgrade, u Garchingu, Njemačka, u upotrebi od 1991.
- Alcator C-Mod, MIT, Cambridge, SAD; u upotrebi od 1992.
- Tokamak à configuration variable (TCV), na EPFL-u, Švicarska; u upotrebi od 1992.
- TCABR, na Sveučilištu u São Paulo, São Paulo, Brazil; u upotrebi od 1994.
- HT-7, u Hefei, Kina, u upotrebi od 1995.
- Mast, u Culhamu, United Kingdom; u upotrebi od 1999.
- NSTX u Princetonu, New Jersey, u upotrebi od 1999.
- ISTOK (HT-7U), u Hefei, Kina, u upotrebi od 2006.
- KSTAR, u Daejon, Južna Koreja, u upotrebi od 2008.

### Donedavno u upotrebi
- LT-1, grupa fizičara Australskog Nacionalnog Sveučilišta napravila prvi tokamak izvan Rusije oko 1963.
- T-3, u Kurčatovljevu institutu, Moskva, Rusija (bivši Sovjetski Savez);
- T-4, u Kurčatovljevu institutu, Moskva, Rusija (bivši Sovjetski Savez), u upotrebi od 1968.
- Teksas Burna Tokamak, Sveučilište u Teksasu, SAD; u upotrebi od 1971. – 1980.
- Alcator i Alcator C, MIT, SAD; u upotrebi od 1975. do 1982. i od 1982. do 1988.
- TFTR, Sveučilište Princeton, SAD; u upotrebi od 1982. do 1997.
- CASTOR, u Pragu, Češka Republika, u upotrebi od 1983. do 2006.
- T-15, u Kurčatovljevu institutu, Moskva, Rusija (bivši Sovjetski Savez), 10 MW, u upotrebi od 1988. do 2005.
- UCLA Electric Tokamak, u Los Angelesu, SAD; u upotrebi od 1999. – 2005.
- Tokamak de Varennes; Varennes, Kanada, u upotrebi od 1987. do 1999.; upravljao Hydro-Québec i koristili istraživači iz Institut de Recherche électricité en du Québec (IREQ) i Institut National de la Recherche Scientifique (INRS)
- START u Culhamu, Ujedinjeno Kraljevstvo; u upotrebi od 1991. do 1998.
- COMPASS u Culham; u upotrebi sve do 2001.

### Planirano
- ITER, u Cadaracheu, Francuska; 500 MW, prva plazma očekuje se 2018.
- SST-1, u Institutu za istraživanje plazme Gandhinagar, Indija; 1.000 sekundi rada; trenutno se sklapaju
- DEMO, 2000 MW, kontinuirano u upotrebi, povezan na naponsku mrežu

## Također pogledajte
- Odjeljak o Dimensionless parameters in tokamaks u članku o Plasma scaling
- Edge-Localized Mode

## Vanjske poveznice
- - članak o tokamaku na engleskog wikipediji